# International Journal of Aeroacoustics
International Journal of Aeroacoustics is een internationaal, aan collegiale toetsing onderworpen wetenschappelijk tijdschrift op het gebied van de akoestiek en de luchtvaarttechniek. De naam wordt in literatuurverwijzingen meestal afgekort tot Int. J. Aeroacoust.